# North Mayfair
North Mayfair est un quartier historique situé dans le secteur de Albany Park à Chicago (Illinois). 
Le quartier de North Mayfair est connu pour son architecture historique. En 2010, le magazine This Old House a énuméré North Mayfair comme étant l'un des quartiers possédant le plus d'anciennes  maisons aux États-Unis. La communauté entière de North Mayfair est énumérée sur le Registre national des lieux historiques. 